# 潘蒂利亚泰
潘蒂利亚泰（義大利語：Pantigliate），是意大利米兰省的一个市镇。总面积5平方公里，人口5872人，人口密度1174.4人/平方公里（2009年）。国家统计（ISTAT）代码为015167。